# 就労継続支援
就労継続支援（しゅうろうけいぞくしえん）とは、日本における障害者の援助付き雇用のひとつであり、一般企業や特例子会社に就職することが困難な障害者に対し、障害者総合支援法を根拠として提供される障害福祉サービスの一つである。授産所とは設置根拠の法令や歴史的位置づけなどが異なる。「A型」「B型」ともに最終目的としては一般雇用されるのが目的となる

## 概要
就労継続支援の事業所（障害者総合支援法の施行前の呼称は「福祉作業所」）は、大きく「A型事業所」と「B型事業所」とに分かれる。A型事業所とB型事業所の違いとしては、事業所との直接の雇用契約の有無であり、A型事業所は求人者（利用者）と事業所との雇用契約があるため、事業所から各都道府県が定める最低賃金の給与が保証される（障害福祉サービス事業の設備及び運営に関する基準78条）。それに対し、B型事業所は求人者と事業所との雇用関係が無いため、事業所から給与に代わり「工賃」と呼ばれる作業費用を受給する（障害福祉サービス事業の設備及び運営に関する基準87条）。なおA型事業所は、最大10名までのB型事業所利用者に対し、雇用契約を結ばずA型事業所のサービスを提供することができる（政令基準73, 77条）。
本事業は都道府県知事による指定制となっており、指定された事業所には、市町村により政令で定められた額の介護給付費、訓練等給付費が支給される（法29条）。これら事業所数は15,368箇所、利用者数は308,672人ほど（2018年3月の国民健康保険団体連合会の支払いデータによる）。
市区町村が障害福祉サービス支給の要否を判断し、支給決定の判断がなされると市区町村は福祉サービス受給者証を交付する（法22条）。利用者はサービスを受ける際には福祉サービス受給者証を提示しなければならない（法29条の2）。
就労継続支援事業所は職業リハビリテーション施設であることから、利用に際しては主治医の意見書が必要となる。また、利用条件を満たし主治医の意見書を用意したとしても、行政機関のケースワーカーなどを通して利用申込をすることになる。また、食事、排泄、着替えなどの日常動作において自立していることが利用の前提となっている。
就労継続支援事業所を利用するにあたっては、就労サービスの一部を利用者が原則として1割自己負担する「利用者負担料」と呼ばれるものがあり、利用者の世帯所得に応じて利用料の負担額が定められている（法29条）。ただし全員に負担料を求めるというものではなく、生活保護受給世帯や低所得世帯に対しては負担を少なくするように配慮されている。世帯の範囲は18歳以上の障害者の場合、障害者本人とその配偶者である。

### 新型コロナウイルス感染拡大の影響
新型コロナウイルス感染拡大の影響は、就労継続支援事業所にも影響を与え、A型・B型事業所を問わず、事業所に集まることで「3つの密」が発生することから、感染拡大防止を理由に開所時間を大幅に短縮する事業所が続出した。また外出自粛の影響もあり、特に飲食系の事業所が大きな減収に見舞われ、長期間にわたり休業に追い込まれた事業所も数多く出現した。内職系の事業所も元請けからの受注が途絶え、事業に支障が出るケースも見られた。

## 設置根拠
これら事業所の管理者は、社会福祉主事相当、もしくは社会福祉事業に二年以上従事した者、企業経営経験者などに相当すると認められる者でなければならない（政令基準72, 88条）。さらにA型の場合は、事業者は社会福祉法人もしくは専ら社会福祉事業を行う者でなければならない（政令基準77条）。

## 関連法令
- 障害者基本法
- 障害者の日常生活及び社会生活を総合的に支援するための法律（障害者総合支援法）
- 障害者の雇用の促進等に関する法律（障害者雇用促進法）
- 障害を理由とする差別の解消の推進に関する法律（障害者差別解消法）
- 障害者虐待の防止、障害者の養護者に対する支援等に関する法律（障害者虐待防止法）
- 身体障害者福祉法
- 精神保健及び精神障害者福祉に関する法律（精神保健福祉法）

## 問題

### 安易な参入と事業停止、大量解雇問題
A型事業所では、各都道府県の最低賃金が給料として利用者に支払われていた。利用者一人に対し、事業所は自治体から補助金を受け取っている。国、都道府県、市町村からの補助金を給料に転用し支払っていることが常態化していたが、国はこの体質を是正し「給料は事業所の利益から支払う」という規制を強化した。これにより、給料が最低賃金を支払うところまでいかず、岡山県倉敷市、広島県福山市、愛知県名古屋市などで200人前後の利用者を解雇する事態が続発した。大量解雇までいかなくとも給料の予算を十分確保できなくなったことを理由に、勤務時間数を大幅に減らした事業所も相当数出現した。
B型事業所でも、既に2024年時点では乱立により日本のB型事業所の受け入れ可能人数の総数が利用有資格者の総数を上回る事態となり、B型事業所同士で利用者を取り合う構図となった。また、今後収益不振により閉鎖する事業所が続出する可能性も取り沙汰された。もっとも作業の案件については、この時点で作業の比重を軽くした事業所も増えてきていることから、単純に事業所同士で案件の取り合いになっているとは言い切れない。

### ハローワークの求人票と異なる業務内容
愛知県名古屋市内のA型事業所で、求人内容に存在しない清掃業務を就業後に行わせたうえ、半年間にわたり給料を支払わなかったという訴えがあり、事業所も認めた。ハローワークの求人票にも「清掃」の文言はなかった。そうしたケースが実際にあったが、名古屋市の障害者支援課は「民事不介入」と取り合わなかった。この件に関し、職業安定局首席職業指導官室は「求人条件と実態に相違がある場合は適正に対応するので、所管のハローワークに情報を提供してほしい」とした。

## 日本国外における呼称
- 韓国における、就労継続支援A型事業所に相当する事業所名は「障害者労働事業所（障害者勤労事業場）」、就労継続支援B型事業所に相当する事業所名は「障害者保護作業場」である。[要出典]
- 台湾における就労継続支援事業所（A型とB型は共通）に相当する事業所名は「庇護工場（保護的職場）」である。[要出典]